# Tiki Bar TV

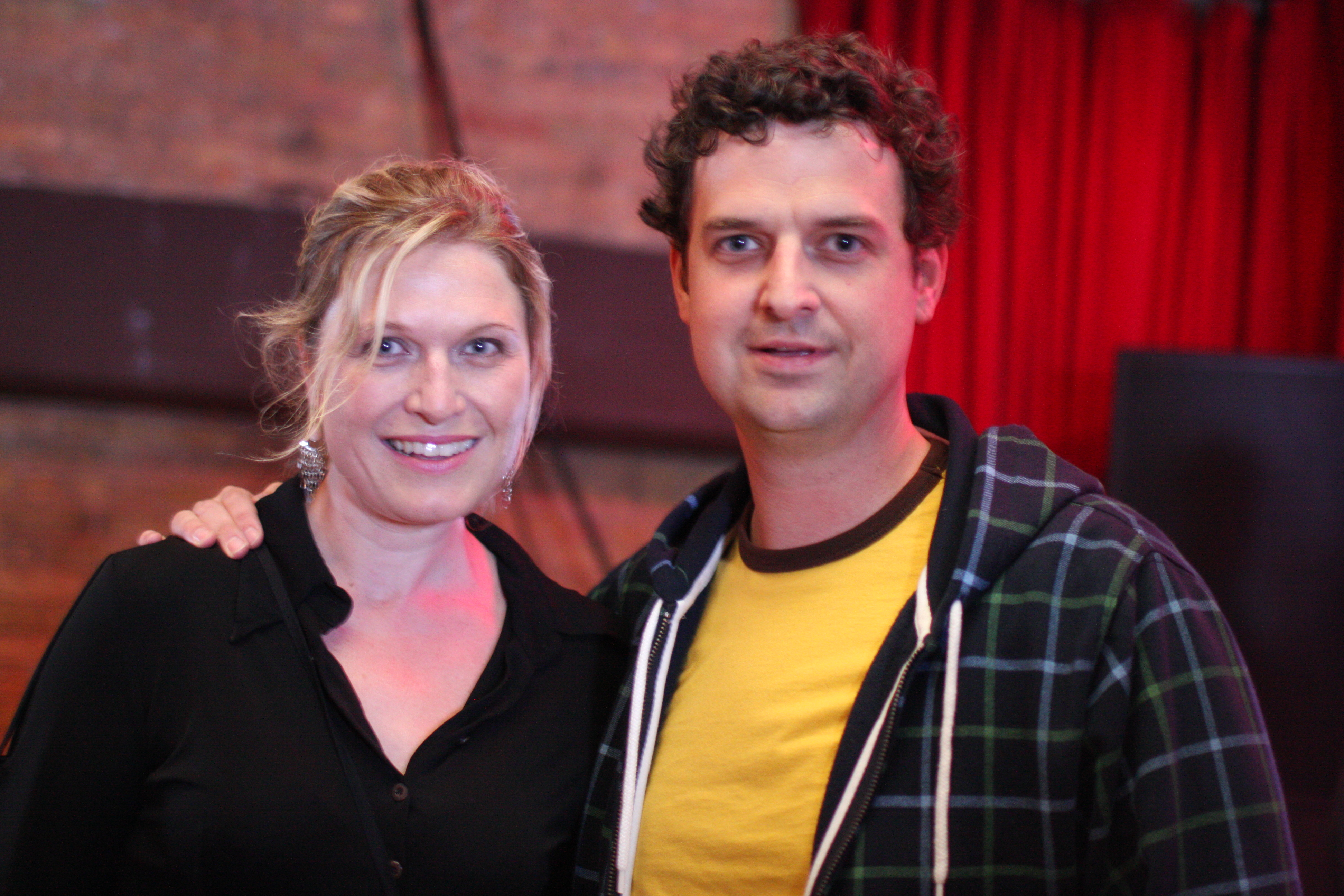
Tosca Musk y Jeff Macpherson de Tiki Bar TV

Tiki Bar TV fue una serie web distribuida como podcast o videocast. Cada episodio trata un problema con un cóctel inventado que es recetado por el Doctor Tiki y preparado por el camarero Johnny Johnny, que explica cómo hacer el cóctel.
Inicialmente se rodó con bajo presupuesto en un apartamento. Los diálogos están en gran parte improvisados por sus creadores Jeff Macpherson y Kevin Gamble.
El programa obtuvo gran atención después de mostrarse en el lanzamiento del Apple iPod 5G.
En 2006 Tiki Bar TV se mostró durante seis meses en todas las tiendas de Apple. El primer episodio se lanzó en iTunes el 13 de marzo de 2005. Cada episodio duraba unos seis minutos. El programa se rodó inicialmente en Vancouver, Columbia Británica, Canadá.
Entre el 15 de marzo de 2005 y el 12 de diciembre de 2009 se lanzaron 45 episodios.
Los episodios fueron producidos por Tosca Musk.
Tiki Bar TV es considerado como el pionero de los video podcasts porque lanzó el género y se convirtió en una referencia.

## Personajes
- Doctor Tiki, PhD, MD, USB, alias Reginald Hornstein, (Jeff Macpherson) receta un cóctel en cada episodio. Está doctorado en «Tiki» y lleva bata blanca y estetoscopio.
- Johnny Johnny, coctelero, alias Jonathan J. Jonathan, (Kevin Gamble) es el camarero con un fez de leopardo que prepara los cócteles que receta el Doctor Tiki.[5]
- Lala, ingeniera, alias Beatrice Fastwater (Lara Doucette). Casi siempre sonriente y con vestidos provocativos. En el episodio 10 se ve que no es tan tonta como parece. Tiene un grado en ingeniería y construyó un robot autoconsciente capaz de sustituir todos los papeles de Johnny Johnny.

Los actores no aparecen en los créditos y en su lugar se bautizan con nombres artísticos descarados. Jeff Macpherson, que interpreta al «Dr. Tiki» se presenta a sí mismo como el actor «Reginald Hornstein», y «Lala» se presenta como la actriz «Beatrice Fastwater».

### Personajes secundarios
- Limey - (Lee Tockar) Un cliente habitual vestido con una chaqueta de piel de serpiente conocido como The Limey Bastard.
- Mr. Ambassador - (Gio Corsi) Un embajador de la antigua Unión Soviética con un fez rojo que coloca una cámara espía en el bar, descongela a Lala y roba los planos del robot Drinkbot para construir Robot Box.
- Kip - (Matthew McInnis) Un tipo con aflicciones que frecuenta el bar.
- The Duke of Url - (Francis Rock Archivado el 17 de mayo de 2017 en Wayback Machine.) Un británico en viaje por la Commonwealth.
- Drinkbot - (Colin Beadle) Robot creado por Lala para sustituir a Johnny Johnny que se desbarata cuando no puede comprender el concepto de  «amor».
- Rocket Billy - (Tygh Runyan) Un personaje de la década de 1950 que entrega el correo Tiki Mail.
- Space Cadet - (Nicki Clyne) Chica del espacio exterior que va al Tiki Bar para aprender movimientos de baile terráqueos.
- The Bastard Illegitimate Son of the Father of the Internet (BISOTFOTI) (Alex Albrecht) El hijo bastardo del Padre de Internet.
- Poindexter (Kevin Rose) Técnico informático de Tiki Bar.

## Concepto
Cada episodio de seis minutos estaba autocontenido y se situaba en el mágico bar Tiki, donde actuaban tres personajes, el Doctor Tiki (Jeff McPherson), Johnny Johnny (Kevin Gamble) y Lala (lara Doucette). Habitualmente cada episodio comenzaba con una danza y un problema para el que la receta era un cóctel.
Por ejemplo, Suffering Bastard (bastardo sufridor) (episodio 2), Fog Cutter (cortador de niebla) (episodio 8), Volcano Bowl (bol de volcán) (episodio 11), Boomerang (bumerán) (episodio 14), y Blue Hawaiian (azul hawaiano) (episodio 25). Las bebidas no seguían recetas convencionales. La principal moradora del bar era Lala, que comenzaba cada episodio con una danza. Algunos episodios contenían la sección «Tiki Mail», en la que se contestaban correos de espectadores o vecinos. Cada episodio terminaba con tomas falsas o con todos bailando.
Los diálogos solían estar improvisados en su mayor parte.
Para rodar un episodio solían tardar unas 8 horas y luego dedicaban mucho trabajo a la edición y posproducción. Fueron de los primeros en ofrecer en una serie web música original, efectos visuales y sonoros. Con cada innovación y mejora los episodios se convertían en minipelículas.
Tiki es el nombre que se da en las culturas de Polinesia Central en el océano Pacífico a estatuas de gran tamaño de madera o piedra con forma humana. A menudo son usados para delimitar lugares sagrados.
En Tiki Bar TV los vasos tienen forma de tiki.

## Presentación
En la presentación de Macworld 2005 que lanzó el Apple iPod 5G con vídeo, Steve Jobs mostró a la audiencia Tiki Bar TV como un ejemplo de video podcast (un formato nuevo en aquel tiempo) que podía ser descargado al iPod usando la plataforma de Apple iTunes.
En 2005 el primer episodio de Tiki Bar TV se lanzó en la plataforma iTunes y fue el más descargado durante tres meses. En 2006 la serie se mostró durante seis meses en todas las tiendas Apple del mundo para promocionar el Apple iPod 5G con vídeo.

## Repercusiones
Tiki Bar TV fue comentada en la revista Wired, Forbes y otros medios como la pionera de las series web.

## Reconocimientos
En 2009 Tiki Bar TV fue nominada para los Streamy Awards en las categorías de edición, diseño de producción y premio del público. El 26 de marzo de 2009 Kim Bailey recibió de la International Academy of Web Television el premio Streamy Award al mejor diseño de producción/dirección de arte por Tiki Bar TV.

## Autores

### Jeff Macpherson
En Tiki Bar TV interpreta al Doctor Tiki.
Jeff Macpherson (Vancouver, Columbia Británica, Canadá, 3 de octubre de 1973) es un cineasta y desarrollador de videojuegos canadiense.
Comenzó produciendo videos musicales y anuncios para televisión (Toyota, Hyundai y LG). Fue guionista de dos películas de First Look Home Entertainment y dirigió la película Come Together (2001 Vancouver International Film Festival, New York International Independent Film Festival)
En 2009 Macpherson fundó RocketChicken Interactive, Inc. con antiguos empleados de Electronic Arts y Microsoft y lanzó el videojuego CodeRunner en noviembre de 2011.

### Kevin Gamble
En Tiki Bar TV interpreta al camarero Johnny Johnny.
Kevin Gamble (14 de junio de 1973) se graduó en la escuela de cine Vancouver Film School y trabajó varios años como cámara, asistente de director, operador de luces y director de fotografía. También trabajó seis años en el incipiente mundo de la animación 3D con  Mainframe Entertainment. Trabajó de productor de gráficos por ordenador en la tercera temporada de Max Steel de Sony Pictures/Columbia TriStar.
En 2003 se hizo independiente y en 2004 firmó un acuerdo con MTV Animation y se asoció con SecondSun Entertainment como Jefe Creativo.
En 2005 Kevin trabajó como Director de Desarrollo de Nerd Corps Entertainment.
En 2006 se asoció con Studio B Productions.
Fue productor de The Scary Godmother Halloween Spooktakular, la serie de televisión de 2007 George of the Jungle y Casper's Scare School.
Ha realizado la producción de títulos de crédito animados para Kung Fu Magoo y varios episodios de la serie Veggietales  incluyendo Minnesota Cuke and the Search for Noah's Umbrella, que parodia a Indiana Jones.
En noviembre de 2009 fue nombrado vicepresidente de Desarrollo de Animación para Televisión de Disney.

### Tosca Musk

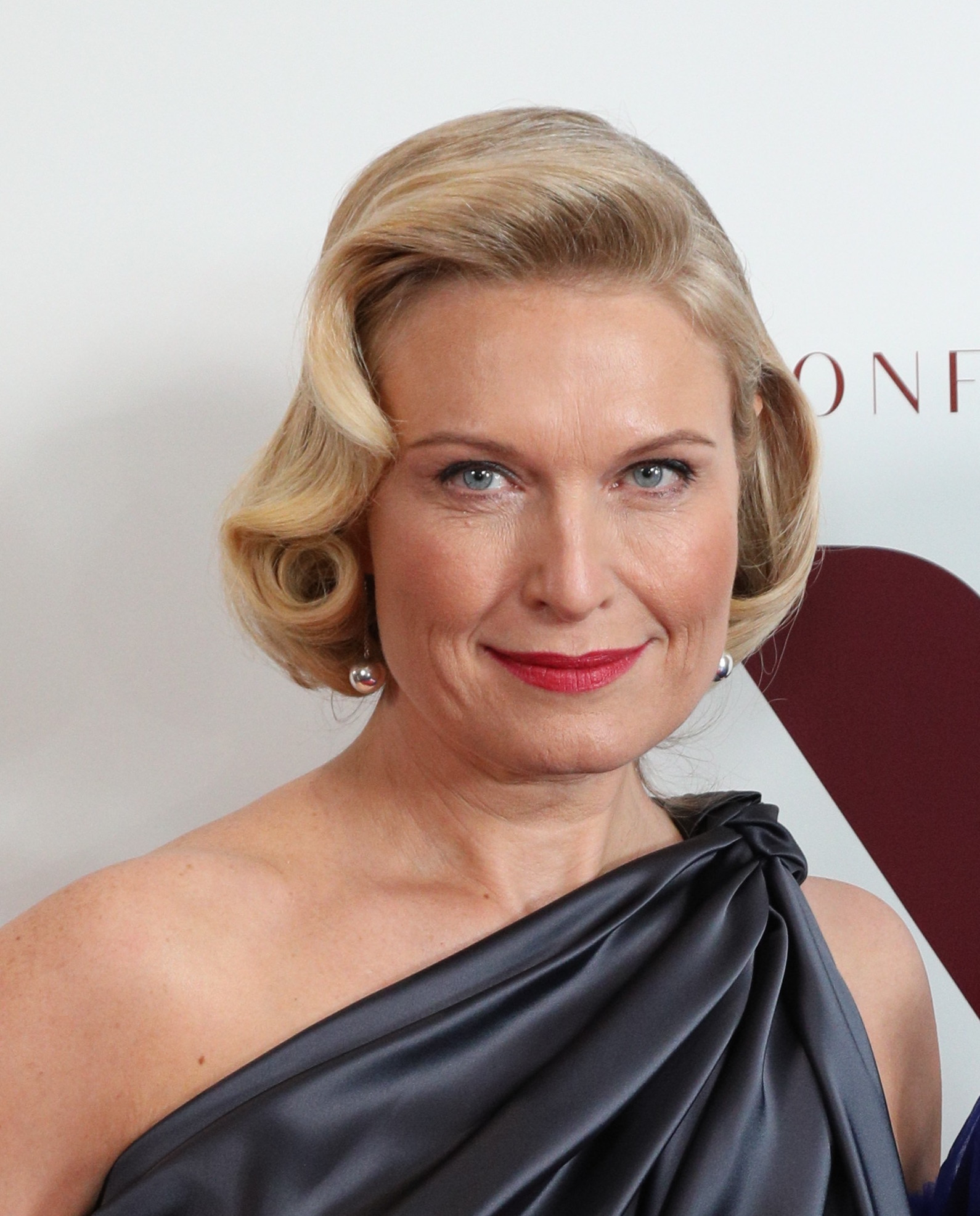
Tosca Musk

Tosca Musk fue la productora de Tiki Bar TV y actuó en el episodio Casino (2007) y Gypsy (2009).
Tosca Musk (Pretoria, Sudáfrica, 20 de julio de 1974) es una cineasta sudafricana-canadiense.
En 1997 Tosca se graduó en la escuela de cine de la University of British Columbia (Bachelor of Arts B.A. Film/Cinema/Video Studies).
Es productora, productora ejecutiva y directora de películas de cine, programas de televisión y contenido para la web. Su película de televisión Holiday Engagement fue de las más vistas de la historia del canal de películas de Hallmark. Tosca es cofundadora y CEO del servicio de películas por streaming Passionflix.
Tosca es hija del ingeniero Errol Musk y de la dietista-nutricionista y modelo Maye Musk. Es la hermana de los emprendedores Elon Musk y Kimbal Musk.
En 2004 coprodujo la película The Truth About Miranda, una comedia romántica sobre un joven videoartista. En 2005 lanzó la comedia de horror Simple Things, que años después se retituló Country Remedy. La película se rodó en Carolina del Norte, donde conoció al creador de TikiBar TV, Jeff McPherson. En aquel tiempo YouTube comenzaba a poner millones de videos en internet y los productores trataban de ver la forma de monetizar su trabajo. Tosca se asoció con Jeff McPherson y Kevin Gamble y el 15 de marzo de 2005 crearon el primer escenario de Tiki Bar TV en un apartamento de Vancouver.

### Lara Doucette
En Tiki Bar TV interpreta a Lala.
En 2007 trabajó en la serie de televisión Exposure.
En 2013 trabajó en la serie de televisión Between Jupiter and Mars.
En 2015 participó en la película Helix.

## Mercaderías
La popularidad del programa les llevó a vender camisetas, calendarios, DVDs y y tazas con dibujos de Tiki Bar TV.
En mayo de 2009 el creador de videojuegos independiente Secret Lab ubicado en Hobart, Australia anunció que estaba produciendo el juego Day of the Tiki y lo lanzó en 2010.

## Episodios
Temporada 1
- 01 Margaritaville
- 02 Suffering Bastard
- 03 Trap Door
- 04 Hulla Balloo
- 05 Trader Woody
- 06 Interlude
- 07 Checker Challenge
- 08 London Fogcutter
- 09 Red Oktober
- 10 Drinkbot

Temporada 2
- 11 Volcano
- 12 Holiday Mailbag
- 14 Boomerang
- 15 Legal Ease
- 16 Tongue Twister
- 17 Space Cadet Part 1
- 18 Greeki Tiki
- 19 Space Cadet Part 2
- 20 Son of Internet

Temporada 3
- 21 Snake
- 22 Dry Halloween
- 23 Red Handed
- 24 Bunnies
- 25 Blue Hawaiian
- 26 Missionary
- 27 Dingo
- 28 The Wedding
- 29 The Play
- 30 Ice Breaker

Temporada 4
- 31 Casino
- 32 Holiday Special
- 33 CCCP
- 34 Mailbags Revenge
- 35 Conspiracy
- 36 The Roman
- 37 Apocalypse Tiki
- 38 Beatnik
- 39 Backstage Bender
- 40 Drinkbot vs Robot Box

Temporada 5
- 41 Jump the Shark
- 42 Fishbone
- 43 Gypsy
- 44 Ghost of the Internet
- 45 Commodore[26]